# Pelham (Alabama)
Pelham – miasto w Stanach Zjednoczonych, w stanie Alabama, w hrabstwie Shelby.

## Demografia
W 2008 liczyło 21 879 mieszkańców. W roku 2023 liczba mieszkańców wzrosła do 25 121 osób, a gęstość zaludnienia do 253 osób/km².

## Sport
W mieście rozgrywany jest kobiecy turniej tenisowy, pod nazwą Pelham Racquet Club Women's, zaliczany do rangi ITF, z pulą nagród 60 000 $.